# لادیسلاو کوویوس
لادیسلاو کوویوس (انگلیسی: Ladislav Quis; ۵ فوریهٔ ۱۸۴۶ – ۱ سپتامبر ۱۹۱۳) مترجم، روزنامه‌نگار، وکیل، شاعر، نویسنده، و ویراستار اهل کشور جمهوری چک بود.